# Колин Чапман
Антъни Колин Брус Чапман е британски автомобилен конструктор.
Негово дело е легендарният болид – John Player Team Lotus, който му носи три пъти световната титла при конструкторите във Формула 1. Създател на компанията „Лотус“ в Хетел, Англия през 1952 година. Във Формула 1 има само едно състезание като пилот (за Вануол), но бързо разбира, че талантът му не е да управлява коли, а да ги създава. Революционен иноватор, Ф1 дължи днешния си облик до голяма степен на него, тъй като много от нововъведенията в този спорт са именно негово дело – за пръв път той въвежда спонсорството (чрез Gold Leaf), монокока, престилката, активното окачване и др. Известен е със своята надменност, но и с неоспоримия си гений. Създаденият от Чапман тим „Лотус“ бързо запада след неговата смърт, но компанията за производство на автомобили се развива. След смъртта му плъзват слухове, че всъщност се е укрил някъде, за да не присъства на срива на тима „Лотус“, но остават непотвърдени.

## Биография
Антъни Колин Брус Чапман е роден в Съри, Англия през 1928 г.
За краткия си живот той променя света на Формула 1, а много нововъведения, използвани и до днес, са именно негово дело – формата на задното окачване с подпори и до днес е на негово име, монокока, за пръв път използва карбон за шаситата на колите си, активното окачване, двойното шаси и може би най-голямото от всички нововъведения – престилката, създаваща т.нар Граунд Ефект – са все негово дело.
Едва дипломирал се инженер и пилот на самолет, любовта към бързите коли и мотоспорта го кара да създаде „Лотус Карс“ през 1952 г. Компанията създава коли за различни серии, а скоро започва да участва и във Формула 2. Чапман се пробва като пилот във Формула 1 за просъществувалия кратко тим на Вануол(първия шампион при конструкторите във Формула 1 от 1958 г.). Чапман бързо разбира, че силата му е в управлението на отбор. През 1958 г. „Лотус“ дебютира във Формула 1 с пилоти Греъм Хил и Клиф Алисън, а за да се издържа продава шасита и на други. Именно с частен „Лотус“ Стърлинг Мос печели първата победа с подобна кола. Година след това „заводският“ „Лотус“ печели също победа с Инес Айърланд.
През 1963 г. в тима идва Джим Кларк и започва най-славната част от историята на тима. За 10 години тимът печели 6 конструкторски титли. Още 1963 Кларк прави уникален рекорд по онова време, печелейки 7 състезания. Двамата с Колин се сближават доста, винаги преди състезание спят в 1 стая (тогава се е пестяло), разбирали са се с поглед. Често Кларк в интервюта споменава как по време на състезание се чуди колко ли му е разликата с някой пилот или дали колата е наред и още същото преминаване на старт-финалната права виждал Чапман с таблото с нужната информация, въпреки че дори не е изричал на глас мислите си. Затова когато през 1968 г. Кларк загива в състезание от Формула 2, Чапман на 1 дъх прелита от Англия в Германия и непрекъснато крещи „Идиоти!!! Какво направихте с моя пилот!!!“. Мисълта на Чапман е дори по-бърза от колите му, а едно от нещата, които не понася са глупаците – тях той поставя на място, което не рядко води до скандали.
Биографите на Чапман разделят живота му на 2 етапа – преди и след смъртта на Джим Кларк. След 1968 г. „Лотус“ все още има златни мигове, но никога не постига серия от няколко години. Причината – Чапман не се интересува от бавния, но постепенен възход. Винаги търси и намира начин да надхитри и изиграе съперниците с някоя иновация. Затова например побеснява на Fan-car-а на Брабам от 1978 г. – кола с вентилатор отзад, която всмуква въздуха и създава граунд ефект. Според мнозина Чапман е не толкова противник на идеята, а по-скоро го е било яд, че не се е сетил пръв.
В средата на 60-те години производителите на коли виждат, че Ф1 е все по-скъпа и безсмислена забава и се оттеглят. Предстоят 20-на години на хегемония на малки частни английски тимове като „Брабам“, „Купър“, „Лотус“, „Макларън“ и „Уилямс“. За целта обаче трябват пари. Малко са милионерите като лорд Хескет, които да имат бездънен джоб, а и да има – и те привършват парите си. Необходима е революция и тя е дело на Колин Чапман. Допреди това колите са били в цветовете на държавата си. Така италианските коли (алфа ромео, ферари и др) са били червени, френските – сини, холандските – оранжеви, британските – зелени. Колин Чапман решава да промени това и изпраща стотици писма, получавайки само 1 положителен отговор – от цигарената компания Gold Leaf. Така спонсорите, в частност цигарените компании, навлизат в света на Формула 1, а от следващия сезон „Лотус“-ите стават червени.
Най-запомнящи обаче са „Лотус“-ите от 1972 до 1986 г. – черните „John Player Special“. Според мнозина Чапман се интересува все повече от комерсиалната част и става разсеян. Случва се на коктейл със спонсора Тисо той да отиде с часовник Ролекс и едва на входа да се сети да го махне. Тогава той открива последния пилот, към който се привързва – леко закъснелият с началото на кариерата си Найджъл Менсъл. Малко преди смъртта си Чапман му удължава договора с 3 години.
В края на 1981 г. се появява „Лотус 88“ – последният модел, дело на Чапман. Блестящият гений и тук си проличава – прави двойно шаси, въвежда активното окачване. Всъщност модел 88 е и първият с шаси от карбон. Колата е толкова сполучлива, че мачка на тестове конкуренцията с над 2 секунди. ФИА веднага се намесва и забранява колата (затова днес за първата кола с шаси от въглеродни нишки се счита МР4/1 на Макларън). Чапман побеснява, изпокарва се с всички и се зарича повече да не стъпи на пистата. Малко по-късно през една декемврийска вечер прелита над Ламанша със своя самолет в страхотна буря. През нощта умира от инфаркт, едва 54-годишен. Из падока плъзва слух, че Чапман просто се е скрил в Южна Америка, за да не гледа пропадането на „Лотус“ и само чака благоприятен момент да се върне. Това не е от неуважение към него, просто никой не иска да повярва, че този гений е загинал.
От там нататък историята на Лотус е трагична и върви към бавна, но сигурна смърт. Питър Уор застава начело в отбора. Нито Найджъл Менсъл, нито талантливия Елио де Анджелис не могат да възродят тима. През 1985 година е взет младия Сена и още във второто състезание той постига победа – първа за „Лотус“ от кончината на Чапман. Всъщност Сена печели и последната победа за тима през 1987 г. След това, разочарован, че от тима не му осигуряват кола, с която реално да има шанс за титлата, той напуска. На негово място за сезон '88 идва действащият шампион – Нелсън Пикет, и това е последната година, в която славния тим е с номера 1 и 2. Малко след това Питър Уор напуска, а с това и последните надежди за възраждане. Тимът става посредствен играч в шампионата и се задоволява с не повече от 20-на точки на сезон. Компанията майка – „Лотус Карс“ е в дълбока финансова криза и в резултат на това 1994 г. е последна за тима. През 1996 г. компанията за спортни автомобили „Лотус Карс“ е закупена от малаизийската компания „Протон“ .
През 2010 г. очакванията на феновете на Ф1 за евентуално завръщане на славния отбор на стартовата решетка, в крайна сметка се оправдават. Новото начало обаче е съпътствано от съдебни спорове във връзка с употребата на наименованието „Тийм Лотус“ (виж Лотус (Формула 1)#Завръщане във Формула 1 и спорове). Въпреки противоречията около съвременния отбор „Лотус“, едноименният „класически“ тим, създаден и развиван от Колин Чапман, остава в историята на Ф1 като един от най-иновативните и легендарни екипи. За тима са карали велики пилоти като Греъм Хил, Джим Кларк, Йохен Ринт, Емерсон Фитипалди, Марио Андрети, Найджъл Менсъл, Айртон Сена, Нелсон Пикет и Мика Хакинен, а щрихите от гениалните решения на Чапман могат да бъдат открити и в съвременния болид от Формула 1.